# Храм Діоніса в Герасі
Храм Діоніса в Герасі – колишня культова споруда античного міста Гераса, яке передувало сучасному Джерашу (знаходиться за три з половиною десятки кілометрів на північ від столиці Йорданії Амману). Збережені елементи цього святилища (та створеної на його основі християнської церкви) наразі є складовою частиною грандіозного комплексу руїн Гераси.

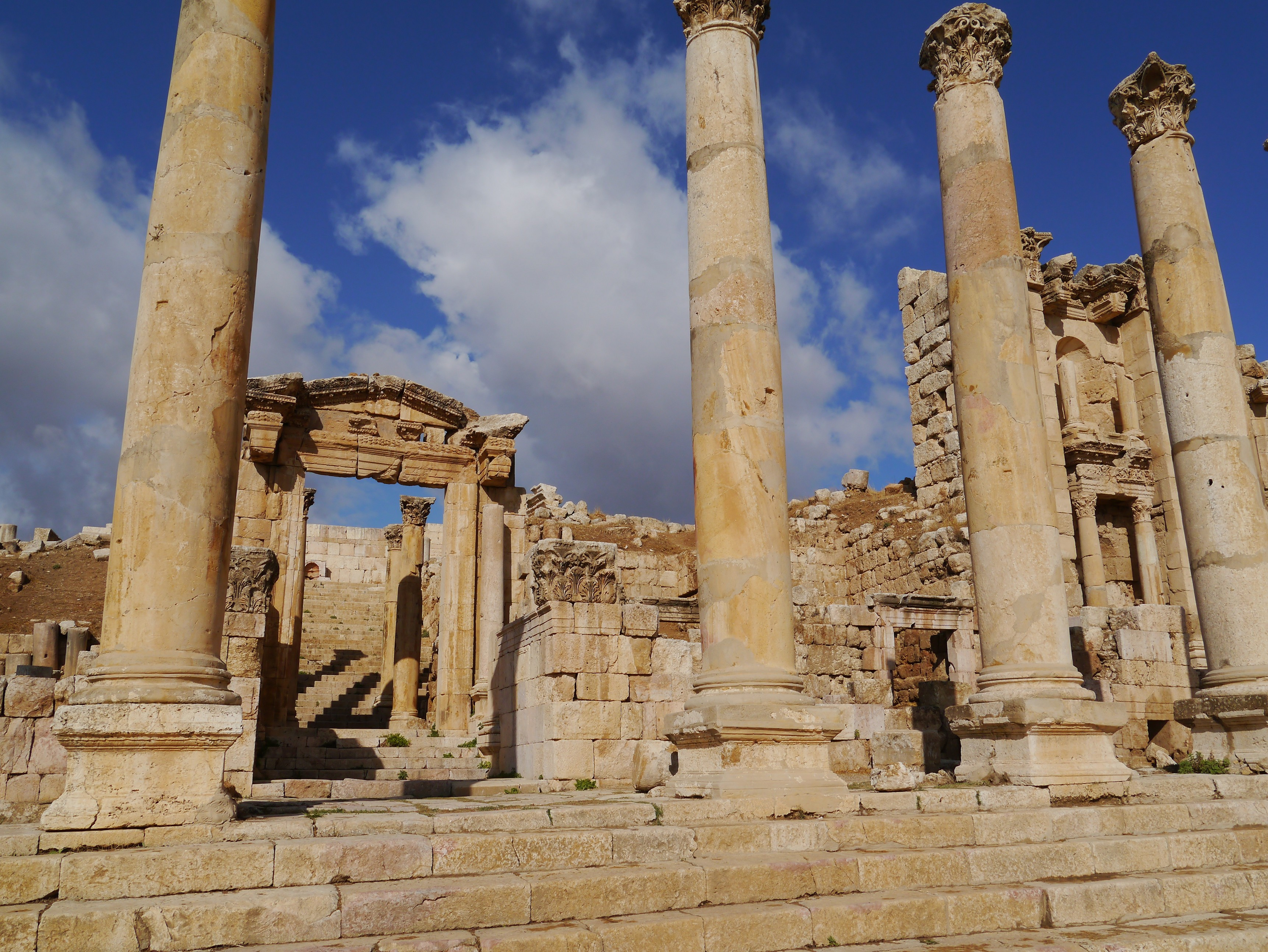
Вид на пропілеї храму з кардо. На передньому плані чотири високі колони – половина з восьми, котрі акцентували вхід до святилища з центральної вулиці. Також видно магазини, котрими заповнили більшу частину аудиторії портику у ранньовізантійський період

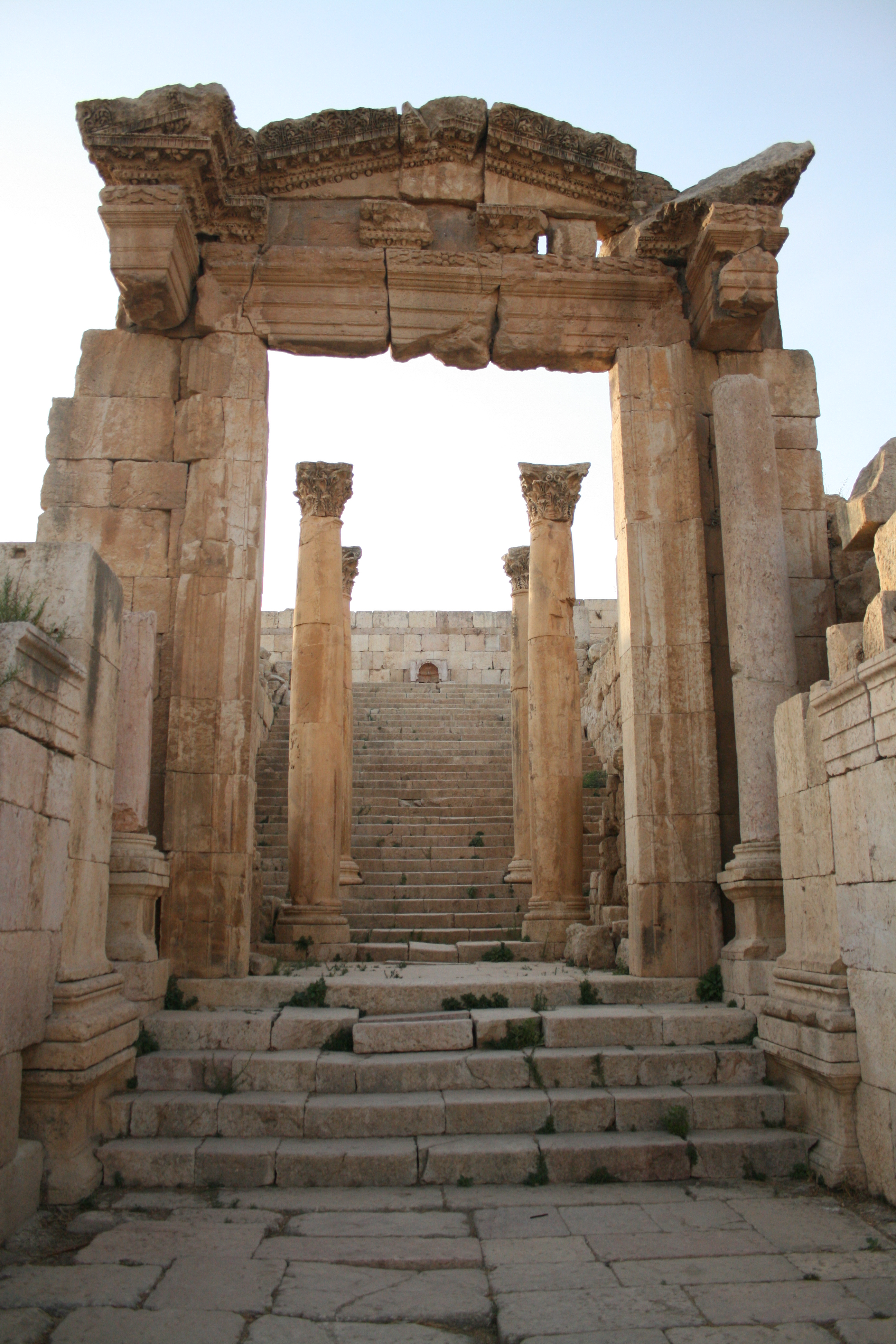
Пропілеї храму. Видно розташовані за воротами два ряди по дві колонни, бази яких завдяки сходам знаходяться на різній висоті.

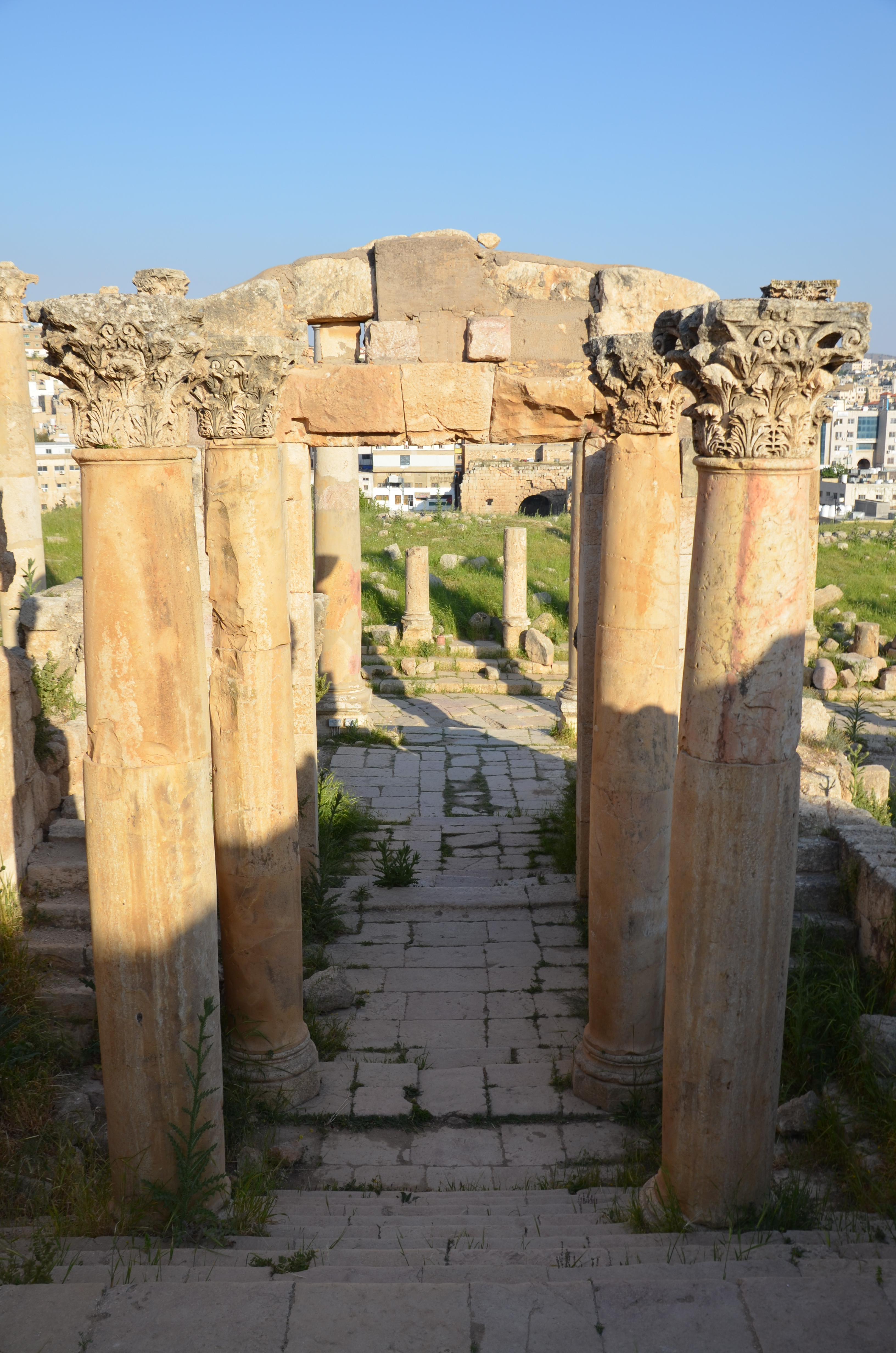
Вид на пропілеї з протилежного боку, зі сходів

Споруджений у 2-му столітті храм Діоніса знаходився на західній стороні герасенської кардо (головна вулиця напрямку північ-південь у містах римської імперії), між Південним тетрапілоном та Німфеєм. Його парадний вхід (пропілеї) знаходився за портиком кардо, при цьому в останньому навпроти встановили вісім колон з коринфськими капітелями, вищих за звичайні колони уздовж вулиці (відзначимо, що в Герасі аналогічним чином акцентували вхід з кардо й до інших споруд, наприклад, мацеллуму). Вони розділені на дві групи по чотири, прохід між якими веде до чудово прикрашених різьбленими елементами воріт у задній стіні портику. Варто відзначити, що в римські часи між колонадою кардо та воротами не було ніяких споруд – наявні там зараз стіни відносяться до магазинів ранньовізантійського періоду, котрими заповнили аудиторію портику в 5-6 століттях. У римський період тут також розташовувались магазини, проте на одній лінії з воротами.
Одразу за воротами знаходяться два ряди по дві колони коринфського ордеру в кожному, бази яких розташовані на різній висоті через наявні тут сходи. Останні відносяться до часів перебудови святилища на християнський храм, що відбулось в кінці 4-го або на початку 5-го століття. Первісні сходи пропілеїв язичницького храму мали трохи менший кут підйому, а їх залишки опинились під новим проходом.

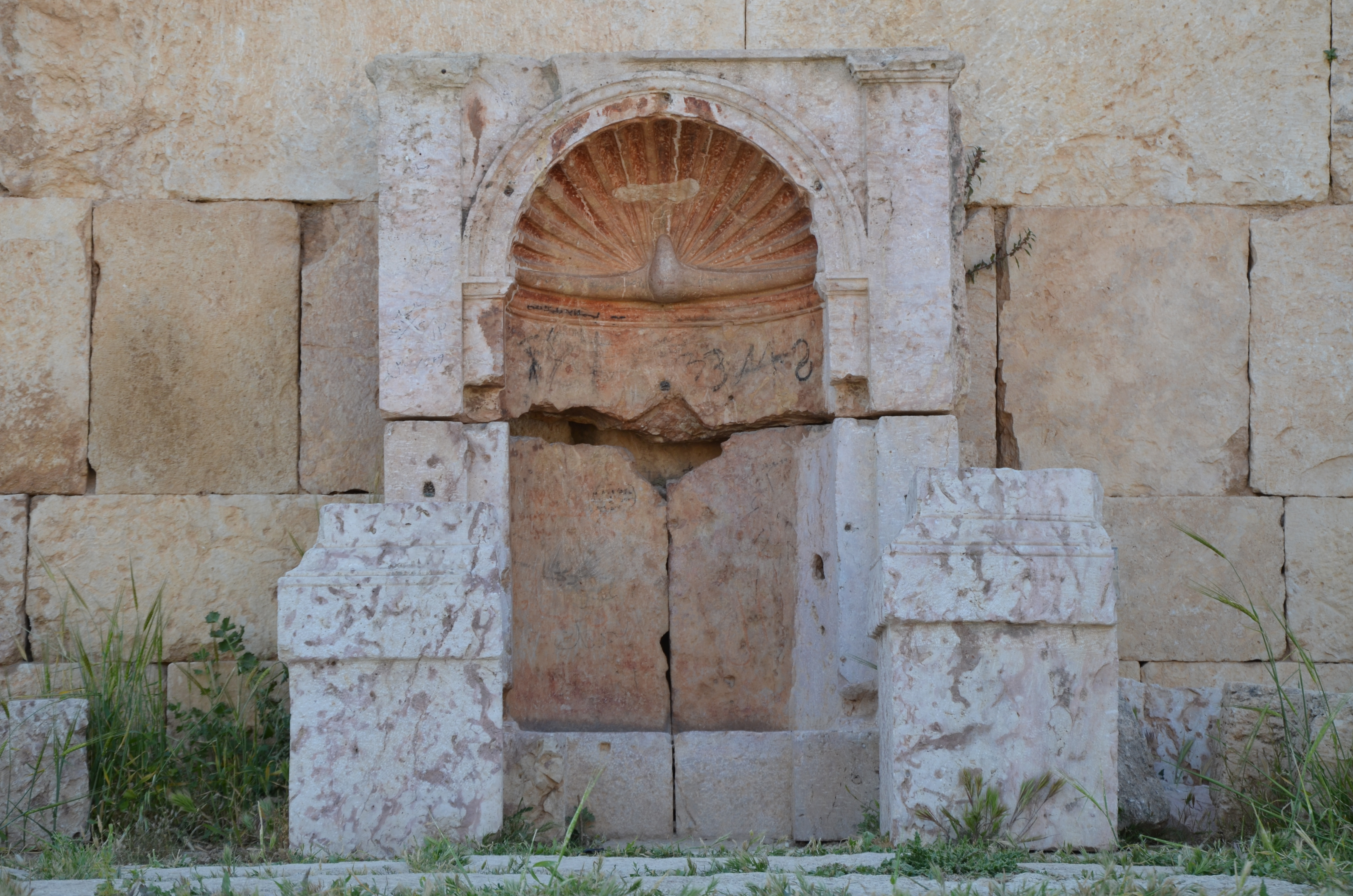
Святилище Діви Марії

Для спорудження церкви, котра наразі відома під назвою Кафедральної (хоча немає ніяких свідчень, що вона вирізнялась за своїм статусом серед численних християнських церков міста), храм Діоніса зруйнували до рівня подіуму. Останній використали як основу для розміщення церкви, підлогу якої облаштували прямо поверх плит подіуму. Християнський храм складався із трьох нав – великої центральної та двох вузьких бічних, відділених двома рядами із одинадцяти колон у кожному. Ширина церкви практично повторювала ширину подіуму, а от її довжина була більшою за попередню споруду на чотири колонні прольоти (за рахунок західної, більш віддаленої від кардо, частини). Перед входом до церкви створили атріум – затишний дворик з фонтаном.
Оскільки вхід до нової культової споруди орієнтували на захід, сходи від колишніх пропілеїв підводили до її тильної стіни, на якій облаштували Святилище Діви Марії – невелику споруду у вигляді обрамленої пілястрами ніші. Щоб потрапити далі у храм, християни проходили у два облаштовані праворуч та ліворуч від нього (тобто вже за межами колишнього подіуму) нартекси, один з яких, як припускають, призначався для жінок, а інший для чоловіків